# Ronald Agénor
Ronald Jean-Martin Agenor (* 13. listopadu 1964 v Rabatu, Maroko) je profesionální tenista z Haiti.
Agenor se narodil v Maroku a žil zde deset let. Potom žil v Zairu čtyři roky. Ve věku 14 let se přestěhoval do Bordeaux do Francie. V roce 1982 byl na osmém místě na světě mezi juniorskými tenisty
Agenor se stal profesionálem v roce 1983.